# THE BEST 2007-2012 俺たちの明日
『THE BEST 2007-2012 俺たちの明日』（ザ・ベスト2007-2012おれたちのあした）はエレファントカシマシのベスト・アルバム。2012年12月19日に発売。

## 概要
ユニバーサルシグマ/A&M移籍後の2007年から2012年までに発表した楽曲を発売順に全15曲収録。
DVD付の初回限定盤2種類とCDのみの通常盤の3形態にてリリース。
初回限定盤AのDVDは左耳の外リンパ瘻疾患でライブ活動を休止していた宮本浩次の要望で開催された10月14日に日比谷野外大音楽堂で行われたライブの様子をノーカットで収録。
初回限定盤BのDVDは、ユニバーサルシグマ/A&M移籍後に制作されたミュージック・ビデオ全18曲とメンバーのインタビュー映像を収録。
本作のリリースに関して宮本浩次は「このアルバムの15曲の中には、きっとあなたの生涯の友となりうる曲がある」とコメントを寄せている。
本作のキャンペーンテレビCMに、エレファントカシマシのファンである加藤浩次・光浦靖子が出演。それぞれ2バージョンずつ制作された。

## 収録曲

### CD
1. 俺たちの明日（6:17）[1]
2. 笑顔の未来へ（4:51）[1]
3. 桜の花、舞い上がる道を（5:05）[1]
4. 新しい季節へキミと（4:27）[1]
5. 絆(きづな)（6:16）[1]
6. ハナウタ～遠い昔からの物語～（4:07）[1]
7. 幸せよ、この指にとまれ（4:31）[1]
8. 明日への記憶（6:14）[1]
9. いつか見た夢を（4:03）[1]
10. 彼女は買い物の帰り道（4:15）[1]
11. ワインディングロード（4:36）[1]
12. 東京からまんまで宇宙（4:23）[1]
13. 大地のシンフォニー（6:11）[1]
14. 約束（6:29）[1]
15. ズレてる方がいい（5:12）[1]

### 初回限定盤A付属DVD〜日比谷野外大音楽堂ライブ
1. 『序曲』夢のちまた
2. 悲しみの果て
3. 約束
4. リッスントゥザミュージック
5. 月の夜
6. うつら うつら
7. 見果てぬ夢
8. 涙を流す男
9. 花男
10. 俺たちの明日
11. 笑顔の未来へ
12. ズレてる方がいい

### 初回限定盤B付属DVD〜Music Video集
1. 俺たちの明日
2. 笑顔の未来へ
3. 桜の花、舞い上がる道を
4. 新しい季節へキミと
5. 絆(きづな)
6. ハナウタ～遠い昔からの物語～
7. この指にとまれ
8. 赤き空よ!
9. 明日への記憶
10. いつか見た夢を
11. 彼女は買い物の帰り道
12. 悪魔メフィスト
13. ワインディングロード
14. 東京からまんまで宇宙
15. 大地のシンフォニー
16. 約束
17. 穴があったら入いりたい
18. ズレてる方がいい
19. Interview